# Grivy-Loisy
Grivy-Loisy település Franciaországban, Ardennes megyében. Lakosainak száma 183 fő (2022. január 1.). Grivy-Loisy Chardeny, Chuffilly-Roche, Mars-sous-Bourcq, Quilly, Tourcelles-Chaumont, Voncq és Vouziers községekkel határos.

## Népesség
A település népességének változása:
| Lakosok száma | 219  | 182  | 190  | 179  | 184  | 181  | 184  | 184  | 184  | 183  |
|               | 1968 | 1982 | 1990 | 2006 | 2013 | 2015 | 2017 | 2019 | 2020 | 2022 |